# Paweł Szczęśniak
Paweł Szczęśniak (ur. 13 stycznia 1990) – polski prawnik, doktor habilitowany nauk prawnych, nauczyciel akademicki Uniwersytetu Marii Curie-Skłodowskiej. 

## Życiorys
Studia na Wydziale Prawa i Administracji UMCS w Lublinie ukończył z wyróżnieniem w 2014. W 2017 r. uzyskał stopień naukowy doktora nauk prawnych na podstawie rozprawy pt. Środki przymusowej restrukturyzacji banku w polskim porządku prawnym napisanej pod kierunkiem Antoniego Hanusza. Habilitował się w 2024 r. na podstawie dorobku naukowego oraz pracy pt. Zgrupowania solidarnościowe banków spółdzielczych. Konstrukcja normatywna (wyd. C.H. Beck, Warszawa 2022). W 2023 r. monografia ta uzyskała nagrodę I stopnia w kategorii prac doktorskich i habilitacyjnych w XIX edycji Konkursu Krajowej Rady Spółdzielczej na najlepszą pracę badawczą z zakresu spółdzielczości.
Jest autorem publikacji dotyczących prawa bankowego, prawa podatkowego oraz prawa finansów publicznych. Zatrudniony na Wydziale Prawa i Administracji UMCS, w Katedrze Prawa Finansowego. Pełni funkcję sekretarza Podyplomowego Studium Prawa Podatkowego UMCS. Jest wykładowcą Krajowej Szkoły Sądownictwa i Prokuratury.
Laureat grantu badawczego w ramach konkursu Miniatura 3 organizowanego przez Narodowe Centrum Nauki na realizację projektu pt. Systemy solidarnościowe banków spółdzielczych w porządkach prawnych państw Unii Europejskiej. Kierował projektem z zakresu edukacji ekonomicznej finansowanym przez Narodowy Bank Polski. Przebywał na stażach naukowych m.in. w Instytucie Prawa i Finansów Uniwersytetu Johanna Wolfganga Goethego we Frankfurcie nad Menem (2018), Wydziale Prawa Uniwersytetu w Sewilli (2019), Wydziale Prawa Uniwersytetu Karola w Pradze (2024), a także w ramach stażu badawczego sfinansowanego przez Narodowe Centrum Nauki w Instytucie Prawa Finansowego Uniwersytetu w Graz (2020 i 2021). 
Jest członkiem zespołu redakcyjnego polskiego czasopisma Studia Iuridica Lublinensia, a także czasopism zagranicznych: International Journal of Legal and Social Order oraz Fiat Justisia: Jurnal Ilmu Hukum. Pełni funkcję redaktora tematycznego w Przeglądzie Prawa Administracyjnego. Uczestnik Europejskiego Programu Współpracy w Dziedzinie Badań Naukowo-Technicznych (COST).

## Wybrane publikacje
- P. Szczęśniak, Środki przymusowej restrukturyzacji banku, Wydawnictwo C.H. Beck, Warszawa 2018, ss. 308, ISBN: 978-83-812-8775-3.
- P. Szczęśniak, Zgrupowania solidarnościowe banków spółdzielczych. Konstrukcja normatywna, Wydawnictwo C.H. Beck, Warszawa 2022, ss. 552, ISBN: 978-83-8291-033-9.
- P. Szczęśniak, Przejęcie banku zagrożonego upadłością przez przedsiębiorstwo publiczne, „Państwo i Prawo” 2023, nr 8-9, ISSN: 0031-0980.
- P. Szczęzśniak, Konstrukcja korekty z tytułu wierzytelności nieuregulowanych w podatkach dochodowych, „Forum Prawnicze” 2022, nr 2, ISSN: 2081-688X.
- P. Szczęśniak, [w:] Ustawa o funkcjonowaniu banków spółdzielczych, ich zrzeszaniu się i bankach zrzeszających. Komentarz, red. K.Osajda, B. Lackoroński, Wydawnictwo C.H. Beck, Warszawa 2023, ISBN: 978-83-8291-725-3.